# Justus Thigpen
Justus Thigpen Sr. (Flint, Míchigan; 13 de agosto de 1947) es un exjugador de baloncesto estadounidense que disputó dos temporadas en la NBA, además de jugar en la CBA y la ABA. Con 1,85 metros de estatura, jugaba en la posición de base.

## Trayectoria deportiva

### Universidad
Comenzó jugando en el Flint Junior College, donde promedió 26,5 puntos en su primera temporada, e hizo que numerosas universidades de la División I de la NCAA se fijaran en él, eligiendo los Wildcats de la Universidad Estatal de Weber. Allí fue incluido en sus dos últimas temporadas en el mejor quinteto de la Big Sky Conference, siendo además el mejor anotador de la conferencia en 1968, promediando 16,4 puntos por partido.

### Profesional
Fue elegido en el puesto 147 del Draft de la NBA de 1969 por San Diego Rockets, y también por los Carolina Cougars en el draft de la ABA, pero acabó fichando, ya con la temporada avanzada, por los Pittsburgh Pipers, con los que únicamente disputó 3 partidos, en los que promedió 3,7 puntos y 2,7 rebotes.
Tras pasar por la EBA, en 1973 fichó como agente libre por Detroit Pistons, con los que jugó 18 partidos en los que promedió 2,6 puntos. Al año siguiente fichó por Kansas City Kings, pero solo disputó un partido, probando suerte posteriormente con New Orleans Jazz, donde no llegó a debutar.

## Estadísticas de su carrera en la ABA y la NBA

### Temporada regular
| Temporada | Edad | Equipo            | Liga  | P  | TIT | MIN  | TC  | TCA | %TC  | 3P  | 3PA | %3P | TL  | TLA | %TL  | R.OF. | R.DEF. | REB | ASIS | ROB | TAP | PER | FP  | PTS |
| 1969-70   | 22   | Pittsburgh Pipers | ABA   | 3  |     | 19.3 | 1.7 | 6.3 | .263 | 0.0 | 0.0 |     | 0.3 | 1.0 | .333 | 1.3   | 1.3    | 2.7 | 1.3  |     |     | 0.3 | 4.7 | 3.7 |
| 1972-73   | 25   | Detroit Pistons   | NBA   | 18 |     | 5.5  | 1.3 | 3.2 | .404 |     |     |     | 0.0 | 0.0 |      |       |        | 0.5 | 0.4  |     |     |     | 1.0 | 2.6 |
| 1973-74   | 26   | Kansas City Kings | NBA   | 1  |     | 2.0  | 1.0 | 3.0 | .333 |     |     |     | 0.0 | 0.0 |      | 1.0   | 0.0    | 1.0 | 0.0  | 0.0 | 0.0 |     | 0.0 | 2.0 |
| Total     |      |                   | TOTAL | 22 |     | 7.2  | 1.3 | 3.6 | .367 | 0.0 | 0.0 |     | 0.0 | 0.1 | .333 | 1.3   | 1.0    | 0.8 | 0.5  | 0.0 | 0.0 | 0.3 | 1.5 | 2.7 |
|           |      |                   | NBA   | 19 |     | 5.3  | 1.3 | 3.2 | .400 |     |     |     | 0.0 | 0.0 |      | 1.0   | 0.0    | 0.5 | 0.4  | 0.0 | 0.0 |     | 0.9 | 2.5 |
|           |      |                   | ABA   | 3  |     | 19.3 | 1.7 | 6.3 | .263 | 0.0 | 0.0 |     | 0.3 | 1.0 | .333 | 1.3   | 1.3    | 2.7 | 1.3  |     |     | 0.3 | 4.7 | 3.7 |